# Montigny-sur-l'Ain
Montigny-sur-l'Ain là một xã trong vùng hành chính Franche-Comté, thuộc tỉnh Jura, quận Lons-le-Saunier (quận), tổng Champagnole. Tọa độ địa lý của xã là 46° 42' vĩ độ bắc, 05° 47' kinh độ đông. Montigny-sur-l'Ain nằm trên độ cao trung bình là 490 mét trên mực nước biển, có điểm thấp nhất là 460 mét và điểm cao nhất là 661 mét. Xã có diện tích 7.99 km², dân số vào thời điểm 1999 là 179 người; mật độ dân số là 22 người/km².

## Thông tin nhân khẩu
| 1962 | 1968 | 1975 | 1982 | 1990 | 1999 |
| ---- | ---- | ---- | ---- | ---- | ---- |
| 123  | 126  | 135  | 149  | 142  | 179  |

## Địa điểm tham quan
Di tích còn lại của Lâu đài Monnet (Château de Monnet).